# Rainwill
Rainwill — melodic-death-metal группа из Воронежа.

## История

### 2000—2001 гг.
Группа Rainwill была образована в Воронеже в октябре 2000 г. В первоначальный состав вошли Сергей «Sclep» Гребеньков (гитара, вокал) и Александр Пастеров (ударные). Через несколько месяцев к данному дуэту присоединяются бас-гитарист Алексей Гуненко (ex-Skyfall) и гитарист Александр Крылов (Skyfall). Вскоре место барабанщика занимает Роман Кириченко.

### 2001—2005 гг.
В период с 2001 г. по 2005 г. Rainwill развивает бурную деятельность: активно принимает участие в различных фестивалях, где выступает совместно с Rossomahaar, Krüger, Аркона, Necropsy, Little Dead Bertha, Skyfall, Non Immemormei и другими российскими метал-коллективами. В январе 2003 г. группа записывает своё первое демо — «Will Of Rain», в которое вошло девять композиций.
Летом 2005 года в группу приходит клавишник Юрий Тютькин (Attention). В таком составе группа отыграла несколько концертов, представляя на суд публики абсолютно новый материал.

### 2006—2008 гг.
В 2006 году Юрий Тютькин уходит из группы. Работа над новым материалом продолжается в старом составе. В этом же году в коллективе происходит ряд изменений: Сергей Гребеньков оставляет гитару, занимая место «свободного» вокалиста, а вакантное место ритм-гитариста занимает Сергей Лукин (ex-Skyfall), но в апреле 2008-го он покидает команду. Его место занял Кирилл Машков (Humanaizer). В том же году место за ударной установкой занимает Дмитрий Лихачёв (ex-Humanaizer).
Наиболее знаковые для Rainwill события в этот период — концерты в Воронеже на одной сцене с польской группой Behemoth (май 2007 г.) и шведской Grave (апрель 2008 г.). В тот же 2008 год Rainwill записывает трёхпесенное «Promo» грядущего альбома.

### 2009—2010 гг.
В июле 2009 г. на московском лейбле MSR Prod. выходит дебютный альбом группы «Canvas». Альбом получил положительные отзывы именитых отечественных и зарубежных метал-изданий

.
В марте 2010 г. в компании с украинской командой Ambivalence группа отправляется в полномасштабный Silicone Magic Tour 2010, который охватил 10 городов Украины (Севастополь, Одесса, Феодосия, Львов, Винница, Днепропетровск и др.).

### 2011—2013 гг.
С 2011 по 2013 гг. группа работает над новым материалом. В это же время происходят изменения в составе Rainwill: в 2011 барабанщика Дмитрия Лихачёва сменяет Дмитрий «Kain» Гриненков (Skyfall), а в 2012 новым басистом становится Владимир Гуркин (Deformitas Pictura), заменивший Алексея Гуненко. Второй альбом — «Zeroed by Progress» вышел в свет в ноябре 2013 г. на лейбле FONO Ltd.
Альбом был записан в студии JAJA REC в Воронеже специально приглашённым звукорежиссёром из Милана (Италия) Alessandro Azzali (студия AlexAlphaOmega Rec.), ранее работавшим с такими группами как Ancient, Cataract, Secret Sphere, Imago Mortis. Сведение и мастеринг выполнены Drygva studio в Минске (Белоруссия).
Благодаря высококачественному материалу «Zeroed by Progress» вызвал живой интерес у слушателей ближнего и дальнего зарубежья и получил положительные рецензии большего количества специализированных российских и зарубежных изданий и Интернет-порталов

.
В этом же году группа подписывает контракт с израильским PR-агентством GlobMetal Promotion. Совместными усилиями FONO Ltd. и агентства «Zeroed by Progress» распространяется по всему миру.

### Настоящее время
2015 год юбилейный — группе исполняется 15 лет. На сегодняшний день Rainwill работает над материалом для третьего альбома.
В мае группу покинул гитарист Кирилл Машков. Его место занял Андрей Болотов ( Absenth, экс-Inorganic).
16 августа группа выступила на крупнейшем в Беларуси Международном фестивале экстремальной музыки MetalCrowd-2015 уже в обновлённом составе.
15 октября Rainwill представили на суд зрителей официальное видео "Zer0ed by Pr0gress", работа над которым началась весной этого года. Созданием клипа занималась видеостудия MOTTORA (Леонид Блюммер и Александр Крылов). 15 декабря 2015 года выходит второй клип группы на песню Self-Deception Process.

## Состав

### Текущий состав
- Сергей «Sclep» Гребеньков — вокал (с 2000 г.)
- Александр Крылов — гитара (с 2000 г.)
- Андрей Болотов — гитара (с 2015 г.)
- Дмитрий Пономаренко — бас-гитара (с 2013 г.)

### Бывшие участники
- Александр Пастеров — ударные (2000—2001)
- Алексей Гуненко — бас-гитара (2000—2012)
- Роман Кириченко — ударные (2000—2008)
- Юрий Тютькин — клавишные (2005—2006)
- Сергей Лукин — гитара (2006—2008)
- Дмитрий Лихачев — ударные (2008—2011)
- Владимир Гуркин — бас-гитара (2012—2013)
- Кирилл Машков — гитара  (2008—2015)
- Дмитрий Гриненков— ударные (2011—2015)

### Сессионные участники
- Николай Новиков — бас-гитара — Zeroed by Progress (2013)
- Александр Хорошевский — ударные — Zeroed by Progress (2013)
- Евгений Пивоваров — клавиши — Canvas (2009), Zeroed by Progress (2013)

## Дискография

### Студийные альбомы
2003 — Will of Rain (demo)

2008 — Promo (demo)

2009 — Canvas (MSR Prod.)

2013 — Zeroed by Progress (FONO Ltd.)

### Участие в сборниках
2002 — Live Underground Inc. vol.1 (Россия, Live Underground Inc.)

2007 — Wolf Song Compilation vol.3 (Украина, WOLF SONG)

2010 — United MDM Bands vol.1 (Россия, Melodicmetal)

2012 — Dies Irae Compilation vol.7 (Россия, Dies Irae)